# Selección femenina de fútbol sala de Venezuela
La selección femenina de fútbol sala de Venezuela es el equipo formado por jugadoras de nacionalidad venezolana que representa a la Federación Venezolana de Fútbol (FVF) en las competiciones oficiales organizadas por la Confederación Sudamericana de Fútbol (Conmebol) y la Federación Internacional de Fútbol (FIFA).

## Historia
La selección venezolana ha participado en 6 Copas Américas, la primera vez en 2007. Obtuvo la medalla de bronce en el primer torneo, cuando venció a Uruguay en el partido por el tercer lugar. En el siguiente torneo en Campinas, Brasil, repitieron el éxito del bronce, cuando vencieron a Perú en el partido por el tercer lugar. En el torneo de 2011 organizado por Venezuela, lograron abrirse camino nuevamente desde el grupo básico hasta las semifinales. Pero perdió en ese partido contra Brasil así como en el partido por la medalla de bronce contra Paraguay y terminó cuarto en la general.
Además, el equipo también participó en tres Campeonatos Mundiales Femeninos, donde terminaron cada vez en el grupo básico.

## Estadísticas

### Campeonato Mundial Femenino de Futsal
| 2010 | I   | España     | 6° lugar     |
| 2011 | II  | Brasil     | 7° lugar     |
| 2012 | III | Portugal   | 9° lugar     |
| 2013 | IV  | España     | No clasificó |
| 2014 | V   | Costa Rica | No clasificó |
| 2015 | VI  | Guatemala  | No clasificó |

### Copa América Femenina de Futsal
| 2007 | Tercer lugar | 5            | 3            | 0            | 2            | 12           | 14           |
| 2009 | Tercer lugar | 4            | 2            | 0            | 2            | 15           | 21           |
| 2011 | Cuarto lugar | 6            | 3            | 0            | 3            | 13           | 19           |
| 2015 | No participó | No participó | No participó | No participó | No participó | No participó | No participó |
| 2017 | Cuarto lugar | 6            | 3            | 0            | 3            | 13           | 10           |
| 2019 | Noveno lugar | 5            | 1            | 0            | 4            | 6            | 10           |
| 2023 | Cuarto lugar | 6            | 3            | 1            | 2            | 14           | 15           |

## Jugadoras
Actualizado con la convocatoria para la Copa América 2023.
| Jugadoras | Jugadoras            | Jugadoras | Jugadoras | Jugadoras           |
| N.º       | Nombre               | Posición  | Edad      | Club                |
| --------- | -------------------- | --------- | --------- | ------------------- |
| 1         | Arguinzones Marinel  | Arquera   | 32 años   | Celemaster          |
| 2         | Andreina Tovar       | Ala       | 22 años   | Palacio Fajardo     |
| 3         | Glorimar Suárez      | Ala       | 32 años   | Floridablanca       |
| 4         | Diócelis Núñez       | Pivot     | 20 años   | Crearte             |
| 5         | Paola Ayala          | Cierre    | 24 años   | Tigres              |
| 6         | Lavinia Antequera    | Cierre    | 33 años   | Juventas            |
| 7         | Daniela Rodríguez    | Ala       | 24 años   | Pumas               |
| 8         | Carla Crespo         | Ala       | 20 años   | Real Falcon         |
| 9         | Francheska Palencia  | Pivot     | 25 años   | Tigres              |
| 10        | Yilvi Conde          | Cierre    | 34 años   | Cumanda Agua Lluvia |
| 11        | Mariangela Magdaleno | Ala       | 23 años   | San Lorenzo         |
| 12        | Eliarsi Rivas        | Arquera   | 27 años   | Pumas               |
| 13        | Génesis Vegas        | Ala       | 33 años   | Sala Zaragoza       |
| 14        | Yuhelmi Veloz        | Pivot     | 29 años   | Pumas               |